# Alvarenga (Arouca)
Alvarenga es una freguesia portuguesa del concelho de Arouca, con 39,33 km² de superficie y 1.368 habitantes (2001). Su densidad de población es de 34,8 hab/km².